# Герсе (супутник)
Герсе (Юпітер L; грец. Ἕρση) — нерегулярний супутник Юпітера.

## Відкриття
Був відкритий 6 лютого 2003 року групою астрономів з Гавайського університету під керівництвом Бретта Гледмана. Отримав тимчасове значення S/2003 J 17. 9 листопада 2009 Міжнародний астрономічний союз присвоїв супутнику офіційну назву Герсе на честь персонажа з грецької міфології (за правилами МАС назви нерегулярних зворотних супутників Юпітера мають закінчення -е,-є).

## Орбіта
Супутник проходить повний оберт навколо Юпітера на відстані приблизно 22 992 000 км за 714 діб та 17 годин. Орбіта має ексцентриситет 0,2378°. Нахил ретроградної орбіти до локальної площини Лапласа 164,917°. Знаходиться у групі Карме.

## Фізичні характеристики
Діаметр Герсе приблизно 2 кілометри. Оціночна густина 2,6 г/см³. Супутник складається переважно з силікатних порід. Дуже темна поверхня має альбедо 0,04. Зоряна величина дорівнює 23,4m.